# Northrop F-89 Scorpion

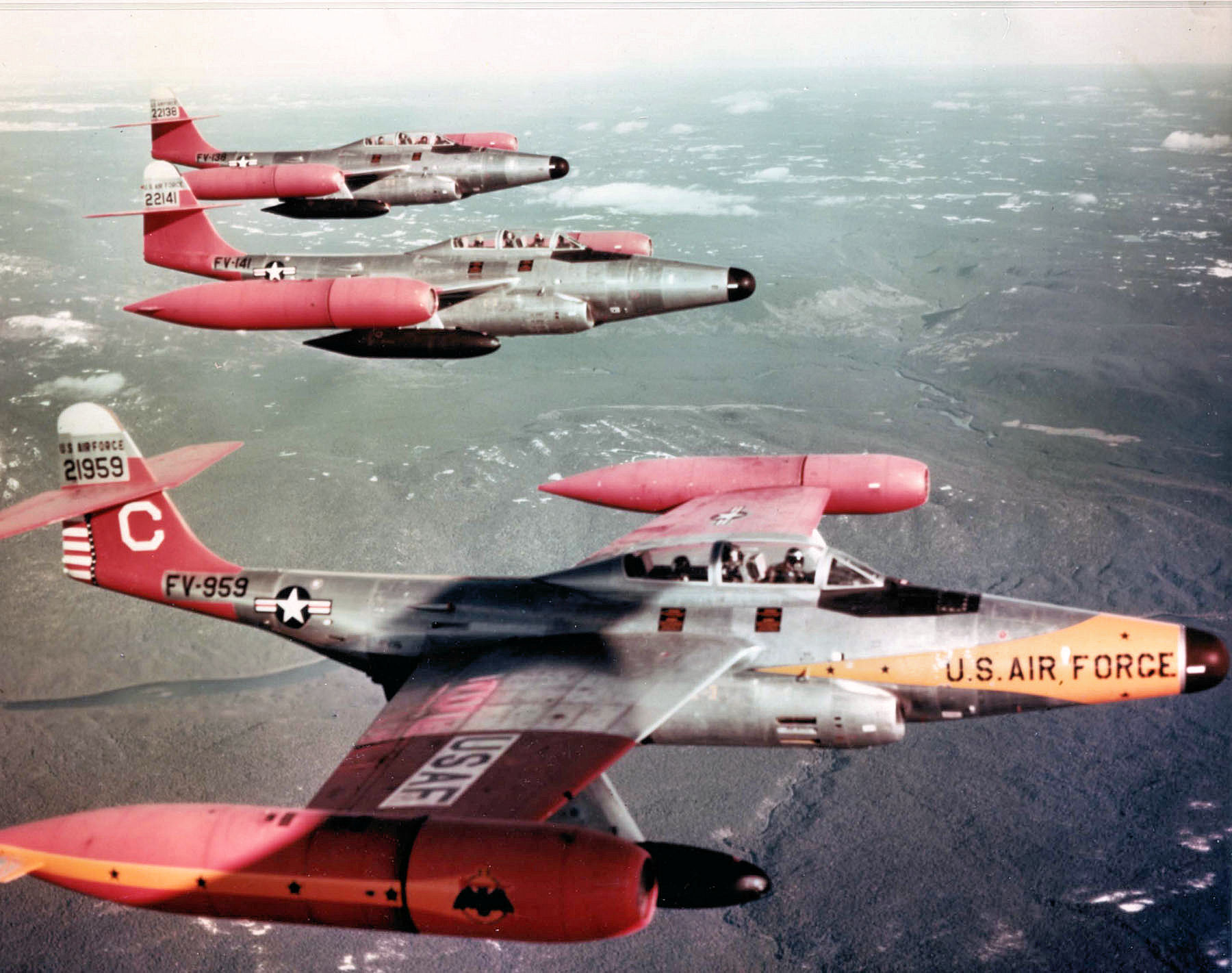
Formação de F-89s do 59° Esquadrão de Caça, Goose Bay, Labrador

O  Northrop F-89 Scorpion foi um avião interceptador dos Estados Unidos projetado para todo clima, construído durante a década de 1950. Foi o primeiro caça americano propelido por um turbojato a entrar em serviço. Ainda que as suas asas retas limitassem a sua performance, ele estava entre os primeiros caças da Força Aérea dos Estados Unidos equipados com mísseis guiados e notavelmente foi a primeira aeronave de combate armada com uma arma nuclear como um foguete ar-ar, o foguete não guiado AIR-2 Genie.
O N-24, projetado por Jack Northrop foi o precursor do F-89, com corpo fino e asas enfrechadas, com um cockpit pressurizado para dois homens e um trem de pouso convencional .Para reduzir o arrasto, os dois motores turbojato Allison J35 foram colocadas na parte de baixo da fuselagem, diretamente atrás das entradas de ar, com o exaustor abaixo da fuselagem traseira. O estabilizador horizontal foi montado logo abaixo da junção do estabilizador vertical com a fuselagem.
Um total de 1.050 Scorpions de todas as variantes foram produzidos. O F-86D custava US$ 801.602 e o F-89H US$ 988.884(na cotação da época).

## Especificações (F-89D)
- Comprimento: 16,4 m
- Envergadura: 18,2 m
- Altura: 5,32 m
- Peso vazio: 11.428 kg
- Peso carregado: 16.869 kg
- Propulsão:2 × turbojatos Allison J35-A-35
  - Empuxo:24.26 kN cada
  - Empuxo com pós-combustor:32.11 kN cada
- Velocidade máxima: 1.022 km/h